# Willem Frederik Siep
Willem Frederik Siep, koosnaam Scipio, (Arnhem, 21 november 1866 – Nice, 19 maart 1926) was een Nederlands componist, muziekpedagoog, dirigent en pianist. 

## Levensloop
Hij was zoon van kastelein Jacobus Siep en Anna Elisabeth van Heusden. Siep groeide op in de hoofdstad van de provincie Gelderland. Hij kreeg muziekles aan de plaatselijke muziekschool, resulterende in een diploma piano. Daarna volgde een studie bij onder meer Bernard Zweers (harmonieleer) en Johannes Meinardus Coenen (orkestratie) aan het Conservatorium van Amsterdam. Hij zong toen in het koor van Daniël de Lange. In 1897 verzorgde de Arnhemse Orkest Vereniging twee avonden waarbij alleen (16 maart) en grotendeels (20 augustus) werken van Siep werden uitgevoerd. Hij werd repetitor bij de Nederlandse Opera van Johannes George de Groot en Cornelis van der Linden. Hij woonde toen tussen 1888 en 1896 aan de Ferdinand Bolstraat 67 te Amsterdam-Zuid. In die periode trad hij ook op als (leerling-)tenor, zo stond hij op 13 januari 1893 op het podium van De Harmonie met Cato Loman en Johannes Messchaert.
Hij verhuisde even naar Parijs, waarna hij zich in 1897 nog als zanger en zangleraar in Batavia (Nederlands-Indië) vestigde (hij woonde ook even in Medan. Daar was hij muziekpedagoog en vooral ook dirigent (en soms oprichter) van orkesten (onder andere S.O.K. orkest, Toonkunst Aurora) en (amateur)koren (onder andere Operaclub van Is. Van Kinsbergen en Acapella-koor). Hij bracht het muziekleven in Nederlands-Indië naar een hoger niveau.
Rond 1925 vertrok hij naar Brussel, maar stuurde regelmatig bericht naar Batavia. In Brussel verzorgde hij onvoorbereid de muziek bij de film Mooi Holland en Indië van Willy Mullens. Hij was in zijn Indische periode aan dat werk gewend geraakt toen hij pianist was in de eerste bioscoop in Batavia: Cine Lumen aan de Tanah-Abang. 
Hij reisde voor vakantie vanuit Brussel naar de Rivièra; hij overleed in Nice.

## Composities
Als componist is hij vooral voor zijn Oud hollandse Boerendansen (op. 2) bekend, waarvan ook bewerkingen bestaan. Het werk is ook in 2023 nog steeds “in druk” bij 
Tierolff. Het is zijn enige werk (gegevens 2023) dat ooit uitgevoerd werd door het Concertgebouworkest en wel op 17 november 1911 onder leiding van Cornelis Dopper. Het stond toen “gewoon” geprogrammeerd tussen werken van Hector Berlioz, Edward Grieg, Ludwig van Beethoven en Richard Wagner.
Zijn werken waren tot in de jaren dertig regelmatig te beluisteren op de Indische radio; tot de jaren zestig ook in Nederland.

### Werken voor harmonieorkest
- Oud hollandse Boerendansen, voor harmonieorkest bewerkt door Johan F. Pala

### Vocale muziek
- Het lied van Nederland, voor zangstem en piano - tekst: Johan Schmier

### Kamermuziek
- Impression de mai uit de «Quatre bagatelles pour piano», voor strijkers
- Stamboel- en Krontjong-melodieën

### Werken voor piano
- Quatre bagatelles, op.1
- Oud hollandse Boerendansen, voor piano, op. 2
  1. Bruilofsdansen
    1. Dans der bruidsmeisjes
    2. Dans der bruidsjonkers
    3. Dans van bruid en bruidegon
    4. Klompendans

  2. Zeeuwsche Boerenzang
  3. Dans van den "vroolijken" boer
  4. Dans der oudjes
  5. Rondedans der gasten
    1. Herhaling dans van Bruid en Bruidegom

  6. Serenade
- Danse espagnole, op.5
- Quand Meme, valse lente pour piano, op 18
- Op de Veluwe, op. 32 (later volgende een orkestversie (Veluwsch boerenwalsje, Buurvrouwenpraat, Bloeiend heldkruid, Zonnig spelevaren)

## Publicatie
- Nederlands Muziekinstituut: Brief van Willem Frederik Siep aan Onno Damsté - 14-05-1923, in: Archief 328 (328/C-10)

- Gemeinsame Normdatei: 1045057339
- International Standard Name Identifier: 0000 0003 9505 0117
- Nederlandse Thesaurus van Auteursnamen: 074933663
- Système universitaire de documentation: 200911341
- Virtual International Authority File: 289694372
- WorldCat: E39PBJg4jqDwhkcJGdwhfqMXVC